# Куаньдянь-Маньчжурский автономный уезд
Куаньдя́нь-Маньчжу́рский автоно́мный уе́зд (кит. упр. 宽甸满族自治县, пиньинь Kuāndiàn Mǎnzú zìzhìxiàn, маньчж. ᡴᡠᠸᠠᠨᡩᡳᠶᠠᠨ ᠮᠠᠨᠵᡠ ᠪᡝᠶᡝ ᡩᠠᠰᠠᠩᡤᠠ ᠰᡳᠶᠠᠨ) — автономный уезд в городском округе Даньдун, провинция Ляонин, КНР.

## История
В 1877 году властями Цинской империи был создан уезд Куаньдянь (宽甸县).
В сентябре 1989 года уезд Куаньдянь был преобразован в Куаньдянь-Маньчжурский автономный уезд.

## Административное деление
Уезд делится на 19 посёлков, 2 волости и 1 национальную волость
- посёлки
  - Бахэчуань (八河川镇)
  - Будаюань (步达远镇)
  - Гуаньшуй (灌水镇)
  - Гундань (红石镇)
  - Дасича (大西岔镇)
  - Дачуаньтоу (大川头镇)
  - Куаньдянь (宽甸镇)
  - Маодяньцзы (毛甸子镇)
  - Нюмаоу (牛毛坞镇)
  - Пэнхай (硼海镇)
  - Тайпиншао (太平哨镇)
  - Хушань (虎山镇)
  - Цинъишань (青椅山镇)
  - Циньшаньгоу (青山沟镇)
  - Чандянь (长甸镇)
  - Чжэньцзян (振江镇)
  - Шуаншаньцзы (双山子镇)
  - Юндянь (永甸镇)
  - Янмучуань (杨木川镇)
- волости
  - Гулоуцзы (古楼子乡)
  - Даньхугоу (石湖沟乡)
- национальная волость
  - Сялоухэ-Корейская (下露河朝鲜族乡)